# 富蘭克林縣 (華盛頓州)
富蘭克林縣（英語：Franklin County）是美国华盛顿州東南部的一個郡，面積3,277平方公里。根據2020年美國人口普查，共有96,749人。縣治帕斯科，也是該郡的最大城市。該郡於1883年11月28日從惠特曼縣分出，郡名紀念美国开国元勋之一本傑明·富蘭克林。

## 地理
根據美国人口普查局，本郡的總面積為3,280平方（1,265平方英里），其中陸地面積占3,220平方（1,242平方英里）、水域面積占60平方（23平方英里） （1.8%）。

### 地理特色
- 哥倫比亞河
- 漢福德區
- 刺柏沙丘荒野保護區（英语：Juniper Dunes Wilderness）
- 蛇河

### 主要公路
- 260號華盛頓州州道（英语：Washington State Route 260）
- 182號州際公路（英语：Interstate 182）
- 12号美国国道
- 395號美國國道（英语：U.S. Route 395）

### 毗鄰郡
- 北－亚当斯县
- 東－惠特曼縣
- 東南－瓦拉瓦拉縣
- 東南－哥倫比亞縣
- 西南－本頓縣
- 西北－格蘭特縣

### 國家保護區
- 漢福德流域國家紀念區（英语：Hanford Reach National Monument）（部分）
- 沙鐸山國家野生動物保護區（英语：Saddle Mountain National Wildlife Refuge）（部分）

## 資料來源
1. ↑  . 美国人口普查局.   [2014-01-07]. （原始内容存档于2011-07-10）.
2. ↑  . National Association of Counties.   [2011-06-07].
3. ↑  . United States Census Bureau. 2011-02-12  [2011-04-23].